# Hermitage (Misuri)
Hermitage es una ciudad ubicada en el condado de Hickory en el estado estadounidense de Misuri. En el Censo de 2010 tenía una población de 467 habitantes y una densidad poblacional de 144,36 personas por km².

## Geografía
Hermitage se encuentra ubicada en las coordenadas 37°56′43″N 93°19′44″O / 37.94528, -93.32889. Según la Oficina del Censo de los Estados Unidos, Hermitage tiene una superficie total de 3.23 km², de la cual 3.23 km² corresponden a tierra firme y (0%) 0 km² es agua.

## Demografía
Según el censo de 2010, había 467 personas residiendo en Hermitage. La densidad de población era de 144,36 hab./km². De los 467 habitantes, Hermitage estaba compuesto por el 96.57% blancos, el 0.43% eran afroamericanos, el 0.43% eran amerindios, el 0% eran asiáticos, el 0% eran isleños del Pacífico, el 0.43% eran de otras razas y el 2.14% pertenecían a dos o más razas. Del total de la población el 0.64% eran hispanos o latinos de cualquier raza.